# Sefirot
Les sefirot són les deu emanacions de Déu segons la càbala jueva, que es representen mitjançant l'arbre de la vida i serveixen per assolir el coneixement més profund. En tractar-se d'atributs divins, mitjançant les sefirot es pot arribar a posar en contacte el món físic i el metafísic.

## Les deu sefirot
Les sefirot es dedueixen del llibre del Gènesi, equivalen a cada cop que l'escrit diu "I Déu va dir", entenent que la paraula divina és un acte creador.

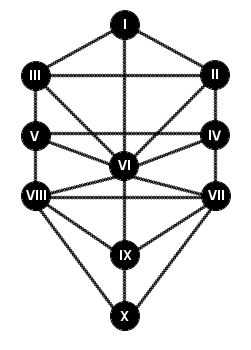
Posició de les sefirot

Les deu sefirot són, ordenades de més alta a més baixa:
- I. Keter: significa corona i representa la suprema compassió i allò que està per sobre de la capacitat humana de comprensió
- II. Chokmah: simbolitza la saviesa, ajuda a arribar Keter a la resta de sefirot. S'identifica amb la intuïció, l'ànima i la creativitat
- III. Binah: simbolitza la raó i la dona.
- IV. Chesed: és l'atribut de l'amor
- V. Gevurah: indica judici. També indica la força de Déu, que pot plasmar-se en càstigs als que no el segueixen
- VI. Tipheret: connecta totes les altres sefirot i les equilibra
- VII. Netzach: simbolitza la persistència i el lideratge
- VIII. Hod: indica sinceritat i pregària
- IX. Yesod: Indica la manifestació divina en el món
- X. Malkuth: aquesta sefirot emana de la creació divina, no de Déu mateix, equival al seu Regne

Una altra tradició, encapçalada per Isaac Luria, elimina Keter i col·loca una sefirot anomenada Da'at entre Binah i Chesed, que equival a un món invisible. Entre les sefirot, a l'arbre de la vida hi ha vint-i-dues connexions, que equivalen a les lletres de l'alfabet hebreu. Aquests camins són també els del Tarot.

## Agrupacions de les sefirot
Les sefirot ubicades amb els nombres parells representen la part del sentiment, mentre que les de l'esquerre la racionalitat, en paral·lel a les atribucions atorgades a cada hemisferi del cervell humà. Les dues són necessàries per assolir el coneixement suprem (I) i les dues són presents en el món físic (IX i X).
Si l'arbre de les sefirot s'iguala a la figura d'una persona, les tres primeres estan al cap, serien la ment i els dos ulls. Les sefirot IV i V serien les mans, per això se les anomena d'acció (l'amor impulsa a perdonar, estimar mentre que el judici força a posicionar-se davant un fet moralment i obrar en conseqüència). Les sefirot VII i VIII serien els peus, ja que són mitjans per assolir els fins, igual que l'home usa els peus per caminar i arribar a algun lloc. La IX equival als òrgans sexuals, perquè d'ells sorgeix la vida, com de Déu.